# Cantó de Saint-Jean-de-la-Ruelle
El cantó de Saint-Jean-de-la-Ruelle és un cantó francès del departament de Loiret, situat al districte d'Orleans. Compta amb el municipi de Saint-Jean-de-la-Ruelle.

## Municipis
- Saint-Jean-de-la-Ruelle

## Història
| Data d'elecció                           | Identitat              | Partit                    | Qualitat |
| ---------------------------------------- | ---------------------- | ------------------------- | -------- |
| 1973-1976                                | M. Creiche             | CD, després Divers droite |          |
| 1976-1982                                | Jean-Claude Portheault | PS                        |          |
| 1982                                     | M. Lablée              | PS                        |          |
| 1982-1988                                | Pierre Hanous          | RPR                       |          |
| 1988-1994                                | Jean-Claude Portheault | PS                        |          |
| 1994-2001                                | Pierre Lamarque        | DL                        |          |
| 2001-                                    | Christophe Chaillou    | PS                        |          |
| les dades anteriors no són pas conegudes |                        |                           |          |
|                                          |                        |                           |          |

## Demografia
| A partir de 1990: Població sense dobles comptes |